# Bồ câu tuyết
Columba leuconota là một loài chim trong họ Columbidae.

## Hình ảnh

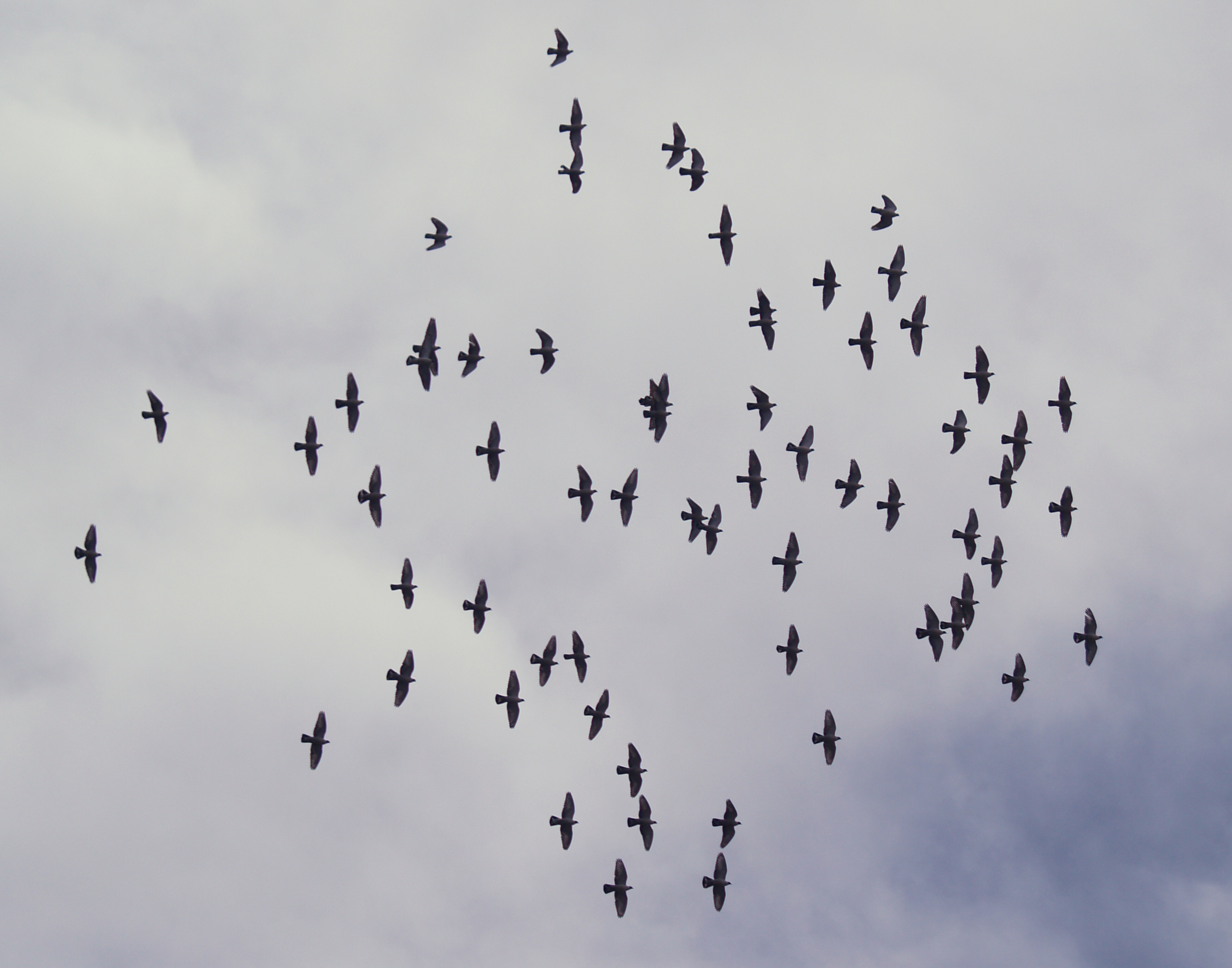
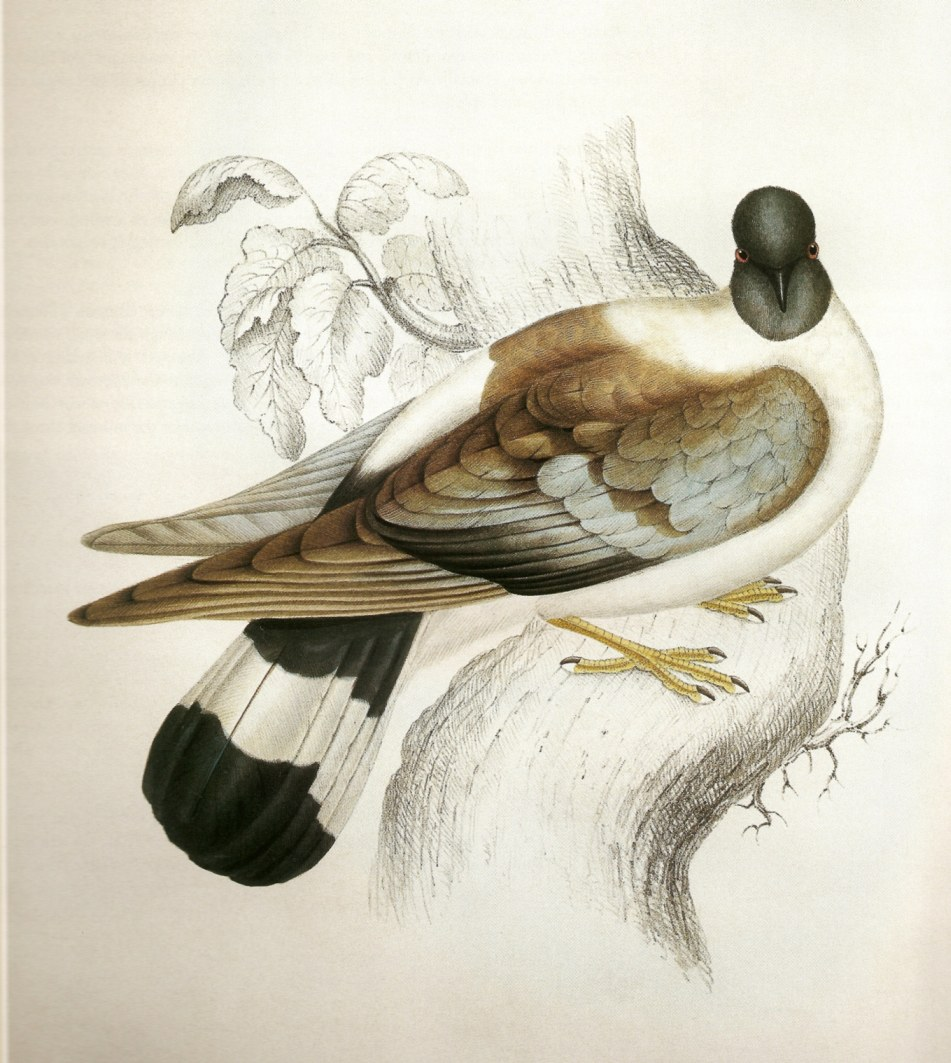